# Coupe de Guyane
La Coupe de Guyane è una competizione calcistica della Guyana francese.

## Storia
Il torneo è stato fondato nel 1959.

## Formato
Alla manifestazione partecipano 33 square. La formula prevede che le squadre si affrontino in incontri ad eliminazione diretta in gara singola, la vincente accede al turno successivo. In caso di parità al termine dei tempi regolamentari si procede con i tempi supplementari ed eventualmente con i calci di rigore. Il torneo si articola in un turno preliminare a cui partecipano solo 2 squadre, poi ottavi di finale, quarti, seminifinale e finale.

## Albo d'oro
| Anno    | Campione              | Risultato   | Finalista             |
| ------- | --------------------- | ----------- | --------------------- |
| 1959/60 | AJ Saint-Georges      |             |                       |
| 1960/61 | sconosciuto           | sconosciuto | sconosciuto           |
| 1961/62 | sconosciuto           | sconosciuto | sconosciuto           |
| 1962/63 | sconosciuto           | sconosciuto | sconosciuto           |
| 1963/64 | sconosciuto           | sconosciuto | sconosciuto           |
| 1964/65 | AJ Saint-Georges      | 3 - 2       | ASL Le Sport Guyanais |
| 1965/66 | AJ Saint-Georges      |             |                       |
| 1966/67 | sconosciuto           | sconosciuto | sconosciuto           |
| 1967/68 | ASL Le Sport Guyanais |             |                       |
| 1968/69 | AJ Saint-Georges      |             |                       |
| 1969/70 | ASL Le Sport Guyanais |             |                       |
| 1970/71 | AJ Saint-Georges      |             |                       |
| 1971/72 | ASL Le Sport Guyanais |             |                       |
| 1972/73 | ASC Roura             |             |                       |
| 1973/74 | Club Colonial         |             |                       |
| 1974/75 | Club Colonial         |             |                       |
| 1975/76 | Olympique Cayenne     | 2 - 1       | ASC Le Geldar         |
| 1976/77 | sconosciuto           | sconosciuto | sconosciuto           |
| 1977/78 | Club Colonial         |             |                       |
| 1978/79 | ASC Le Geldar         | 2-1         | AJ Saint-Georges      |
| 1979/80 | AJ Saint-Georges      |             |                       |
| 1980/81 | sconosciuto           | sconosciuto | sconosciuto           |
| 1981/82 | Club Colonial         |             |                       |
| 1982/83 | AJ Saint-Georges      |             |                       |
| 1983/84 | AJ Saint-Georges      |             |                       |
| 1984/85 | AJ Saint-Georges      |             |                       |
| 1985/86 | sconosciuto           | sconosciuto | sconosciuto           |
| 1986/87 | sconosciuto           | sconosciuto | sconosciuto           |
| 1987/88 | sconosciuto           | sconosciuto | sconosciuto           |
| 1988/89 | sconosciuto           | sconosciuto | sconosciuto           |
| 1989/90 | AJ Saint-Georges      |             |                       |
| 1990/91 | sconosciuto           | sconosciuto | sconosciuto           |
| 1991/92 | ASJ Mana              |             |                       |
| 1992/93 | Club Colonial         |             |                       |
| 1993/94 | Club Colonial         |             |                       |
| 1994/95 | sconosciuto           | sconosciuto | sconosciuto           |
| 1995/96 | US Sinnamary          |             |                       |
| 1996/97 | Club Colonial         |             |                       |
| 1997/98 | US Sinnamary          | ?           | AJ Saint-Georges      |
| 1998/99 | EF Iracoubo           | ?           | US Sinnamary          |
| 1999/00 | AJ Saint-Georges      |             |                       |
| 2000/01 | AJ Saint-Georges      | ?           | US Macouria           |
| 2001/02 | US Sinnamary          |             |                       |
| 2002/03 | AJ Saint-Georges      |             |                       |
| 2003/04 | AJ Saint-Georges      | 4 - 2 (dts) | Club Colonial         |
| 2004/05 | US Matoury            | 5 - 1       | Cosma Foot            |
| 2005/06 | US Macouria           | 2 - 1       | Cosma Foot            |
| 2006/07 | ASC Le Geldar         | 3 - 1 (dts) | US Matoury            |
| 2007/08 | CSC Cayenne           | 4 - 2 (dts) | AS Oyapock            |
| 2008/09 | ASC Le Geldar         | 3 - 2       | US Macouria           |
| 2009/10 | ASC Le Geldar         | 2 - 0       | US Matoury            |
| 2010/11 | US Matoury            | 3 - 2       | AJ Saint-Georges      |
| 2011/12 | US Matoury            | 1 - 0       | ASC Le Geldar         |
| 2012/13 | US Matoury            | 2 - 2 (dtr) | AJ Saint-Georges      |
| 2013/14 | ASC Le Geldar         | TBA         | US Macouria           |

## Vittorie per squadra
| Club              | Titoli | Ultima vittoria |
| ----------------- | ------ | --------------- |
| Saint-Georges     | 14     | 2003/04         |
| Club Colonial     | 8      | 2007/08         |
| Le Geldar         | 4      | 2009/10         |
| Matoury           | 4      | 2012/13         |
| Sinnamary         | 3      | 2001/02         |
| Sport Guyanais    | 3      | 1971/72         |
| Macouria          | 1      | 2005/06         |
| Iracoubo          | 1      | 1998/99         |
| Mana              | 1      | 1991/92         |
| Olympique Cayenne | 1      | 1975/76         |
| Roura             | 1      | 1972/73         |